# Ermanno Federico di Hohenzollern-Hechingen
Ermanno Federico di Hohenzollern-Hechingen (Hechingen, 11 gennaio 1665 – Friburgo in Brisgovia, 23 gennaio 1733) è stato un generale e nobile tedesco.

## Biografia
Hermann Friedrich era il figlio secondogenito del principe Filippo di Hohenzollern-Hechingen (1616–1671) e di sua moglie, Maria Sidonia di Baden-Rodemachern (1635–1686), figlia del margravio Ermanno Fortunato di Baden-Rodemachern.
Inizialmente intraprese la carriera ecclesiastica divenendo canonico a Strasburgo e poi a Colonia, ma successivamente l'abbandonò per entrare al servizio dell'esercito imperiale, dove ebbe modo di distinguersi nella guerra contro i turchi. Il 19 maggio 1704 divenne generale, il 2 aprile 1708 venne promosso al rango di luogotenente feldmaresciallo ed infine dal 14 ottobre 1723 venne promosso feldmaresciallo.
Venne nominato dall'imperatore Carlo VI governatore della cittadella di Friburgo in Brisgovia, pur prendendo principale residenza ad Arberg. Morì a Friburgo in Brisgovia nel 1733.

## Matrimoni e figli
Ermanno Federico si sposò due volte. La prima l'8 settembre 1704 con Eleonora Maddalena (1673–1711), figlia del margravio Cristiano Ernesto di Brandeburgo-Bayreuth, dalla quale ebbe una figlia:
- Eleonora Elisabetta Augusta (1705–1762), canonichessa di Hall in Tirol

Il secondo matrimonio lo contrasse il 27 maggio 1714 a Oettingen con Giuseppa (1694–1738), figlia del conte Francesco Alberto di Oettingen-Spielberg. Da questo matrimonio nacquero i seguenti eredi:
- Maria Christina (1715–1749), sposò nel 1733 il conte Johann Joseph Anton von Thun und Hohenstein (1711–1788)
- Sofia (*/† 1716)
- Giuseppe Federico Guglielmo (1717–1798), principe di Hohenzollern-Hechingen; sposò nel 1750 Maria Theresia Folch de Cardona y Silva (1732–1750); nel 1751 sposò la contessa Maria Theresia von Waldburg zu Zeil und Wurzach (1732–1802)
- Ermanno Federico (1719–1724)
- Francesco Saverio (1720–1765), sposò nel 1748 la contessa Anna von Hoensbroech (1729–1798)
- Maria Anna (1722–1806), monaca a Buchau
- Amedeo (1724–1753), canonico a Colonia
- Federico Antonio (1726–1812), sposò nel 1774 la contessa Ernestine Josepha von Sobeck und Kornitz (1753–1825)
- Maria Francesca Giuseppa (1728–1801), sposò nel 1747 il principe Franz Wenzel von Clary und Aldringen (1706–1788)
- Maria Sidonia Teresa (1729–1815), sposò nel 1749 il principe Franz de Paula Ulrich Kinsky von Wchinitz und Tettau (1726–1792)
- Meinardo Giuseppe (1730–1823), canonico a Costanza
- Giovanni Nepomuceno Carlo (1732–1803), principe-vescovo di Varmia

## Ascendenza
|                                                       |                                           |                                              | Genitori                                  |  |  | Nonni |  |  | Bisnonni                                           |  |  | Trisnonni                     |  |
|                                                       |                                           |                                              |                                           |  |  |       |  |  | Eitel Friedrich I, conte di Hohenzollern-Hechingen |  |  | Karl I, conte di Hohenzollern |  |
|                                                       |                                           |                                              |                                           |  |  |       |  |  | Eitel Friedrich I, conte di Hohenzollern-Hechingen |  |  | Karl I, conte di Hohenzollern |  |
|                                                       |                                           | Anna von Baden-Durlach                       |                                           |  |  |       |  |  | Eitel Friedrich I, conte di Hohenzollern-Hechingen |  |  |                               |  |
| Johann Georg, principe di Hohenzollern-Hechingen      |                                           |                                              |                                           |  |  |       |  |  | Eitel Friedrich I, conte di Hohenzollern-Hechingen |  |  |                               |  |
|                                                       |                                           | Sibylle von Zimmern                          | Froben Christoph, conte di Zimmern        |  |  |       |  |  |                                                    |  |  |                               |  |
|                                                       |                                           | Sibylle von Zimmern                          | Froben Christoph, conte di Zimmern        |  |  |       |  |  |                                                    |  |  |                               |  |
|                                                       |                                           | Sibylle von Zimmern                          | Kunigunde von Eberstein                   |  |  |       |  |  |                                                    |  |  |                               |  |
| Philipp, principe di Hohenzollern-Hechingen           |                                           | Sibylle von Zimmern                          |                                           |  |  |       |  |  |                                                    |  |  |                               |  |
|                                                       |                                           | Friedrich I, conte di Salm-Neufville         | Philipp Franz, conte di Salm-Neufville    |  |  |       |  |  |                                                    |  |  |                               |  |
|                                                       |                                           | Friedrich I, conte di Salm-Neufville         | Philipp Franz, conte di Salm-Neufville    |  |  |       |  |  |                                                    |  |  |                               |  |
|                                                       |                                           | Friedrich I, conte di Salm-Neufville         | Maria Aegyptiaca von Oettingen            |  |  |       |  |  |                                                    |  |  |                               |  |
| Franziska von Salm-Neufville                          |                                           | Friedrich I, conte di Salm-Neufville         |                                           |  |  |       |  |  |                                                    |  |  |                               |  |
|                                                       |                                           | Franziska von Salm                           | Johann VI, conte di Salm                  |  |  |       |  |  |                                                    |  |  |                               |  |
|                                                       |                                           | Franziska von Salm                           | Johann VI, conte di Salm                  |  |  |       |  |  |                                                    |  |  |                               |  |
|                                                       |                                           | Franziska von Salm                           | Louise de Stainville                      |  |  |       |  |  |                                                    |  |  |                               |  |
| Hermann Friedrich, principe di Hohenzollern-Hechingen |                                           | Franziska von Salm                           |                                           |  |  |       |  |  |                                                    |  |  |                               |  |
|                                                       | Eduard Fortunat, margravio di Baden-Baden | Christoph II, margravio di Baden-Rodemachern |                                           |  |  |       |  |  |                                                    |  |  |                               |  |
|                                                       | Eduard Fortunat, margravio di Baden-Baden | Christoph II, margravio di Baden-Rodemachern |                                           |  |  |       |  |  |                                                    |  |  |                               |  |
|                                                       | Eduard Fortunat, margravio di Baden-Baden | Cecilia Vasa                                 |                                           |  |  |       |  |  |                                                    |  |  |                               |  |
| Hermann Fortunat, margravio di Baden-Rodemachern      | Eduard Fortunat, margravio di Baden-Baden |                                              |                                           |  |  |       |  |  |                                                    |  |  |                               |  |
|                                                       |                                           | Maria van der Eycken                         | Joost van der Eycken, signore di Nederloo |  |  |       |  |  |                                                    |  |  |                               |  |
|                                                       |                                           | Maria van der Eycken                         | Joost van der Eycken, signore di Nederloo |  |  |       |  |  |                                                    |  |  |                               |  |
|                                                       |                                           | Maria van der Eycken                         | Barbara de Mol                            |  |  |       |  |  |                                                    |  |  |                               |  |
| Marie Sidonie von Baden-Rodemachern                   |                                           | Maria van der Eycken                         |                                           |  |  |       |  |  |                                                    |  |  |                               |  |
|                                                       |                                           | Christoph, barone di Criechingen             | Wirich, signore di Criechingen            |  |  |       |  |  |                                                    |  |  |                               |  |
|                                                       |                                           | Christoph, barone di Criechingen             | Wirich, signore di Criechingen            |  |  |       |  |  |                                                    |  |  |                               |  |
|                                                       |                                           | Christoph, barone di Criechingen             | Antonia von Salm-Kyrburg                  |  |  |       |  |  |                                                    |  |  |                               |  |
| Antonie Elisabeth von Criechingen                     |                                           | Christoph, barone di Criechingen             |                                           |  |  |       |  |  |                                                    |  |  |                               |  |
|                                                       |                                           | Agnes Bayer von Boppard, signora di Taintru  | Adam Bayer, barone di Boppard             |  |  |       |  |  |                                                    |  |  |                               |  |
|                                                       |                                           | Agnes Bayer von Boppard, signora di Taintru  | Adam Bayer, barone di Boppard             |  |  |       |  |  |                                                    |  |  |                               |  |
|                                                       |                                           | Agnes Bayer von Boppard, signora di Taintru  | Maria von Malberg                         |  |  |       |  |  |                                                    |  |  |                               |  |
|                                                       |                                           | Agnes Bayer von Boppard, signora di Taintru  |                                           |  |  |       |  |  |                                                    |  |  |                               |  |